# Christian Georg Theodor Ruete
Christian Georg Theodor Ruete (2 maggio 1810 – Lipsia, 23 giugno 1867) è stato un oculista tedesco.

## Biografia
Nel 1833 ottenne il dottorato in medicina presso l'Università di Göttingen, in seguito servì come assistente di Karl Gustav Himly (1772-1837). Nel 1841 divenne professore associato a Göttingen, ricevendo il titolo di "professore ordinario" nel 1847. Successivamente fu professore di oftalmologia all'Università di Lipsia dal 1852 al 1867.
Christian Ruete fu un pioniere dell'oftalmologia e apportò diversi contributi significativi in questo campo. Nel 1845 progettò il primo oftalmotropo, un dispositivo che funge da modello meccanico dell'occhio e dei suoi muscoli, ed è usato per chiarire i movimenti dell'occhio. Nel 1857 costruì una versione migliorata del suo precedente prototipo. Apportò modifiche all'oftalmoscopio di Hermann von Helmholtz implementando uno specchio concavo di messa a fuoco, introducendo così l'oftalmoscopia indiretta per consentire una visione stereoscopica e più ampia del fondo dell'occhio. Ruete condusse anche ricerche approfondite sui disordini oftalmici che includevano strabismo e ipermetropia.

## Opere
- Die Scrophelkrankheit, insbesondere die scrophulöse Augenentzündung. Göttingen: Dieterich, 1838.
- Das Ophthalmotrop, 1846.
- Der Augenspiegel und das Optometer für practische Aerzte, 1852.
- Bildliche Darstellung der Krankheiten des menschlichen Auges. Leipzig: B.G. Teubner, 1854-60
- Ein neues Ophthalmotrop, 1857.
- Das Stereoscop : eine populäre Darstellung, 1860.[3][4]